# メガスポルト
スポーツ・パレス"メガスポルト"は、ロシア・モスクワに所在する屋内アリーナ。最大14500名収容可能。

## 概要
2007年開催のアイスホッケー世界選手権開催を契機に2006年12月に完成。毎年ISUグランプリシリーズのロシア杯の会場、またボクシングやバスケットボール、コンサートの開催も多くない。
2011年には当会場で世界フィギュアスケート選手権を開催。当初は東京・国立代々木第一体育館（ 日本）で開催予定だったが、東日本大震災の影響で、日本が開催を返上したことによりロシアで代替開催をすることになり、モスクワ・メガスポルトにて開催されることとなった。